# Elaphoglossum mitorrhizum
Elaphoglossum mitorrhizum är en träjonväxtart som beskrevs av John T. Mickel. Elaphoglossum mitorrhizum ingår i släktet Elaphoglossum och familjen Dryopteridaceae. Inga underarter finns listade.